# Списък на реките в Индиана
Списъкът на реките в Индиана включва основните реки, които текат в щата Индиана, Съединените американски щати.
Чрез река Охайо щатът се отводнява в Мисисипи и Мексиканския залив, а чрез езерата Ери и Мичиган – в Сейнт Лорънс и Атлантическия океан.

## По водосборен басейн
Езеро Ери
- Мауми
  - Сейнт Мерис Ривър
  - Сейнт Джоузеф

Езеро Мичиган
- Сейнт Джоузеф (Мичиган)

Мисисипи
- Охайо
  - Уобаш
    - Патока Ривър
    - Уайт Ривър
      - Ийст Форк Уайт Ривър
        - Биг Блу Ривър
        - Флатрок

    - Шугър Крийк
    - Ийл Ривър
    - Мисисинеуа
    - Саламони
    - Типикану

  - Блу Ривър
  - Грейт Маями
    - Уайтуотър

- Илинойс (Илинойс)
  - Канкаки

## По азбучен ред
- Биг Блу Ривър
- Блу Ривър
- Грейт Маями
- Ийл Ривър
- Ийст Форк Уайт Ривър
- Канкаки
- Мауми
- Мисисинеуа
- Охайо
- Патока Ривър
- Саламони
- Сейнт Джоузеф
- Сейнт Джоузеф (Мичиган)
- Сейнт Мерис Ривър
- Типикану
- Уайт Ривър
- Уайтуотър
- Уобаш
- Флатрок
- Шугър Крийк